# Горчаков, Борис Васильевич (окольничий)
Князь Борис Васильевич Горчаков — стольник, воевода и окольничий во времена правления Алексея Михайловича, Фёдора III Алексеевича, правительницы Софьи Алексеевны, Ивана V и Петра I Алексеевича.
Из княжеского рода Горчаковы. Единственный сын князя Василия Андреевича Горчакова.

## Биография

### Служба Алексею Михайловичу
В 1653 году пожалован из жильцов в стряпчие. В мае 1658 года стольник, участвовал в свите князя Никиты Ивановича Одоевского на посольском съезде с польскими послами в Вильно. В январе 1660 года послан в Борисов на реку Берёзу шестым дворянином посольства при после и боярине князе Н. И. Одоевском. При приёме английского посла за столом перед боярами «пить разносил» (19 февраля 1664). В 1666—1668 годах при поездках Государя на богомолье, постоянно и неоднократно сопровождал его исполняя должности «быть при повозке на ухабе». Дневал и ночевал у гроба царевича Симеона Алексеевича (23 и 30 июня, 07 и 21 июля 1669). В сентябре 1673 года пожалован в спальные стольники. В январе 1674 года Государь из своих стольников назначил его стольником к наследнику — царевичу Фёдору III Алексеевичу. Комнатный стольник, приглашён к столу Государя (06 сентября 1674). Стольник и «ближний человек», получил назначение состоять при Наследнике, взамен окольничего Ивана Богдановича Хитрово (21 июня 1675). В январе 1676 года при погребении царя Алексея Михайловича участвовал в церемониях, как комнатный стольник.

### Служба Фёдору Алексеевичу
В 1677—1678 годах стольник и воевода в Нижнем Новгороде. В 1678—1680 годах воевода во Владимире на Клязьме. В ноябре 1681 года пожалован в окольничие, где в Боярской книге в этом чине упомянут и в 1692 году. В январе 1682 года участвовал шестьдесят пятым в числе окольничих на Соборе по уничтожению местничества. В январе-феврале 1682 года окольничий и 2-й воевода в Киеве.

### Служба Софье Алексеевне
Вместе с троюродным братом князем Фёдором Васильевичем Горчаковым, подал в Палату родословных дел поколенную роспись рода (18 мая 1686). В феврале-мае 1687 года воевода в Астрахани. В 1688 году получил вотчины в Вологодском уезде за Чигиринскую службу, за мир с Польшей — в Новоторжском уезде, которые передал внуку своему князю Василию Андреевичу Волконскому (1695).
При царях Иване V и Петре I показан четвёртым окольничим.
Владел поместьями в Ржевском, Владимирском, Каширском и Московском уездах.
Умер († до 1712), когда об его имениях подали челобитье князья Роман и Иван Фёдоровичи Горчаковы.
По родословной росписи показан бездетным, но имел дочерей.

## Семья
Женат дважды:
1. Фетинья Никифоровна урождённая Беклемишева (женился до 1664), дочь Никифора Михайловича Беклемишева, вотчинница Каширского уезда, помещица Дмитровского уезда.
2. Прасковья Андреевна урождённая Акинфова (женился до 1684), дочь Андрея Павловича Акинфова, вотчинница Костромского уезда, помещица Владимирского и Ряжского уездов.

Дочери:
- княжна Настасья Борисовна — жена князя Андрея Ивановича Волконского (с 1687).
- княжна Екатерина Борисовна — девица (1687).